# Vix (Côte-d'Or)
Vix é uma comuna francesa na região administrativa da Borgonha-Franco-Condado, no departamento de Côte-d'Or. Estende-se por uma área de 3,52 km². Em 2010 a comuna tinha 109 habitantes (densidade: 31 hab./km²).